# Друга османсько-венеційська війна (1499—1503)
Друга османсько-венеційська війна — війна, що велася в 1499—1503 роках між Османською імперією та Венеційською республікою і її союзниками. Метою війни було отримання Османською імперією контроля над стратегічними венеційськими володіннями на Пелопоннесі і Балканах, а також в Іонічному та Адріатичному морях. Османи здобули вирішальні перемоги в битвах на морі та на суші і захопили ключові венеційські фортеці на Пелопоннесі — Лепанто, Модон і Корон, а також Дураццо в Албанії. Венеційці за допомогою іспанців захопили острів Кефалонію. Сторони визнали ці здобутки в мирному договорі 1503 року.

## Передумови
Венеційська республіка і Османська імперія перебували в мирі з моменту укладання в 1479 році Константинопольської мирної угоди, яка завершила Першу османсько-венеційську війну (1463—1479). По результатам цієї угоди Венеція втратила Негропонте (о. Евбею) і Аргос в Мореї та Валону, Алессіо і Скутарі в Албанії, але зберегла за собою свої інші володіння в Греції і Албанії та отримала від османів дозвіл вільно торгувати на території Османської імперії. За результатами Першої османсько-венеційської війни у Венеції на Пелопоннесі залишалось 5 стратегічно важливих фортець — Модон, Наварино, Корон, Мальвазія і Наполі-де-Романья, а також Лепанто на узбережжі Коринфської затоки і Дураццо в Албанії. Венеція, яка отримувала великі прибутки від торгових операцій на сході, не мала намірів порушувати мир з османами.
Султан Баязид II, закінчивши безрезультатну війну з єгипетськими мамелюками, почав готувати армію для захисту від потенційного нового хрестового походу, яким йому погрожували з Європи, де утримувався в почесному полоні його рідний брат і претендент на османський трон Джем. Європейські країни планували використати Джема для розпалювання внутрішніх конфліктів і громадянської війни в Османській імперії. Проте, коли в 1495 році Джем несподівано помер (як вважають від можливого отруєння), привід для внутрішніх заворушень в Османській імперії зник і Баязид, відчувши впевненість, сам вирішив рушити свої війська на захід.

## Приготування сторін
19 листопада 1498 р. до Стамбула прибув венеційський посол Антоніо Дзантані, який, незважаючи на чудовий прийом, зміг переконатися в неминучості війни, побачивши в гавані Стамбула майже двісті нових османських кораблів, готових вийти в море. Проте венеційський посол зберігав надію, що метою османського нападу стане не Венеція, а Родос, який утримували лицарі-госпітальєри.
14 квітня 1499 року Антоніо Грімані був призначений головним адміралом венеційського флоту і негайно відправлений до венеційської фортеці Модон на Пелопоннесі. Король Франції Людовик XII пообіцяв Венеції допомогу свого флоту з Провансу, який незабаром відплив у напрямку Родосу.

## 1499 рік

### Битва при Дзонкйо і захоплення Лепанто
22 липня 1499 року османський флот на чол із капудан-пашею Кемаль-реїсом покинув Константинополь, прямуючи в сторону Наполі-де-Романья на Пелопоннесі, тоді як сухопутні османські війська рушили на Лепанто. Османський флот складався з 67 галер, 20 галіотів і близько 200 менших суден. Венеційційський флот на чолі з Антоніо Грімані, що складався з 47 бойових галер, 17 галер-гроссо, 15 «круглих» кораблів (каравелли і караки) і біля 100 менших суден в свою чергу підійшов до острову Сапієнца біля ключової венеційської фортеці Модон. 12 серпня обидва флоти зіткнулися один з одним у Битві при мисі Дзонкйо (також відомій як битва при Сапієнці або перша битва при Лепанто), першій в світі повномасштабній морській битві з використанням корабельної артилерії. Битва складалась з декількох зіткнень, що відбувались з 12 по 25 серпня. Незважаючи на допомогу французьких галер, безлад, що панував у венеційському флоті призвів до остаточної перемоги османів, зокрема було потоплено галеру Андреа Лоредана, члена впливової родини Лоредан у Венеції.
В серпні 1499 року сухопутна османська армія взяла в облогу Лепанто, а після перемоги в битві при Дзонкйо з моря до Лепанто підійшов османський флот. Після того, як венеційська залога Лепанто зрозуміла марність очікування допомоги від венеційського флоту, 29 серпня місто капітулювало.
Після повернення венеційського флоту до Закінфу, Антоніо Грімані був усунутий від командуванням і заарештований Мельхіором Тревісаном, який прибув на Закінф із наказом перебрати командування венеційським флотом на себе.
Паралельно з бойовими діями в Греції, в 1499 році також почалися османські вторгнення у внутрішню Далмацію аж до Фріулі під командуванням Іси-паші та Феріз-бека.

## 1500 рік

### Битва при Модоні і захоплення Модону, Корону і Наварино
У грудні 1499 року венеційці напали на Лепанто з надією повернути свої втрачені території. Кемаль-реїс відплив з Кефалонії і знову повернув Лепанто під османський контроль. Він перебував у Лепанто з квітня по травень 1500 року, де його кораблі ремонтувала армія з 15 000 османських майстрів, привезених з цією метою. Звідти Кемаль-реїс відплив і обстріляв венеційську фортецю на острові Корфу, а в серпні 1500 року він знову розгромив венеційський флот у битві при Модоні. Після перемоги над флотом, Кемаль-реїс напав з моря на венеційську фортецю Модон, яку вже тримали в облозі сухопутні османські сили і захопив місто. Після падіння Модона, сусідні венеційські фортеці Корон і Наварин також капітулювали перед османами. В підсумку протягом кількох днів дві найважливіших фортеці венеційців на Пелопоннесі — Модон і Корон, так званих «два ока Республіки в Іонічному морі», були втрачені.

### Захоплення Кефалонії та Ітаки
Після ряду відчутних поразок венеційський дож Агостіно Барбаріго звернувся по допомогу до Святого Престолу і католицьких монархів Іспанії Ізабелли Кастильської і Фернандо Арагонського. Останіі у відповідь на заклик, 17 серпня 1500 р. надіслали на допомогу Венеції іспанські сили з Сицилії. За допомогою іспанського флоту, який прибув на допомогу на чолі зі знаменитим іспанським генерал-капітаном Гонсало де Кордова, новопризначений венеційський адмірал (італ. Capitano generale da Mar) Бенедетто Пезаро висадився 8 листопада на Кефалонії, а 24 грудня після облоги взяв головне укріплення острова — замок Святого Георгія, тимчасово зупинивши наступ Османів на східні венеційські території. Після цього іспанський командувач та його флот повернулися на Сицилію, а сам Пезаро продовжив вести військові дії і у серпні 1502 року захопив фортецю Санта-Маура на сусідньому острові Лефкада.

## 1501 рік
Османські вторгнення в Далмацію підштовхнули Венецію на пошуки союзників. 13 травня 1501 Венеція, Папська держава в особі Олександра VI і Угорське королівство уклали антиосманський союз, до якого незабаром приєднався французький король Людовик XII. Згідно угоди Венеція зобов'язувалась виплачувати угорському королю Владиславом II Ягеллончику 140 000 дукатів на рік за те, що він буде активно захищати свої південні хорватські території, які відокремлювали венеційську Далмацію від Османської імперії.

### Французька облога Лесбосу
Після вступу Франції до антиосманського союзу, дружина французького короля Людовіка XII, герцогиня Анна Бретонська спорядила за свій рахунок військовий флот з 12 кораблів і чотирьох галер, на чолі якого поставила свою власну велику каракку «Кордельєра». Французький флот з 10-тисячним військом у вересні 1501 р. увійшов до Егейського моря і у середині вересня французи висадились на Лесбосі та взяли в облогу його столицю Мітилену. Проте родоські госпітальєри, які обіцяли свою допомогу не прибули вчасно і облога затягнулась. Коли на прикінці жовтня, через 6 тижнів безрезультатних атак стало відомо, що османський флот вийшов з Дарданел, французька армія зняли облогу і відійшла на кораблях в напрямку венеційського острова Кітера на півдні Пелопоннесу. По дорозі французький флот потрапив у сильний шторм і в підсумку врятувалось лише кілька сотень людей. Під часу французького відступу в Егейське море зайшов іспанський флот, але він вирішив повернутися нічого не зробивши, оскільки не зміг об'єднатися з французами.

## 1502 рік

### Втрата Дураццо і захоплення Лефкади
13 серпня 1502 року остання база Венеції в Албанії, Дураццо, була захоплена з суші османською армією на чолі з Феріз-беєм.
Венеційський адмірал Бенедетто Пезаро продовжував боротьбу і у серпні 1502 року захопив острів Лефкада, поруч із захопленою два роки тому Кефалонією. Невеликий загін яничар, що охороняв острів, здав замок без бою, а потім зі зброєю повернувся до Стамбула, де був страчений за наказом султана Баязида.

## Мирні перемовини і закінчення війни
Втративши свої стратегічні бази на Пелопоннесі та в Албанії, а також перевагу флоту на морі, під загрозою нападів османських сил в околицях самого міста, Венеція була змушена шукати миру. 27 вересня 1502 року венеційське посольство прибуло до Стамбула і 14 грудня 1502 року було укладено мирну угоду, яка завершила війну. З військових здобутків Венеції залишився лише острів Кефалонія, острів Лефкада повертався під контроль Османської імперії, також Венеція визнала всі інші османські завоювання, здійснені під час війни, зокрема втрату Лепанто, Модона, Корона і Дурреса.

## Наслідки
Венеція втратила на користь османів низку своїх важливих портів і фортець — Модон (Мороні), Корон (Короні) і Дзонкйо (Пілос) на Пелопоннесі, Лепанто (Навпакт) на узбережжі Коринфської затоки і Дураццо (Дуррес) на адріатичному узбережжі Албанії.
31 січня 1503 року Венеція підписала ще один договір з Владиславом II, уже заплативши за попереднім договором 124 000 дукатів, щоб сплачувати 30 000 дукатів на рік для тієї ж мети. До вересня 1510 року угорський король Владислав отримав загалом 116 000 дукатів за умовами другого договору з Венецією. Після 1508 року він також зазнав тиску з боку Ліги Камбре, щоб приєднатися до них проти Венеції, але вміла венеційська дипломатія перешкодила цьому.
Внаслідок османської окупації внутрішніх територій Балкан під час війни, економіка прибережних венеційських міст у Далмації зазнала значного негативного впливу.